# دامان (شهر)
دامان (به هندی: दमन) شهریست در غرب هند که به عنوان مرکز قلمرو دادرا و نگر حویلی و دامان و دیو شناخته می شود.
زبان های گجراتی و انگلیسی زبان های رسمی این شهر هستند.

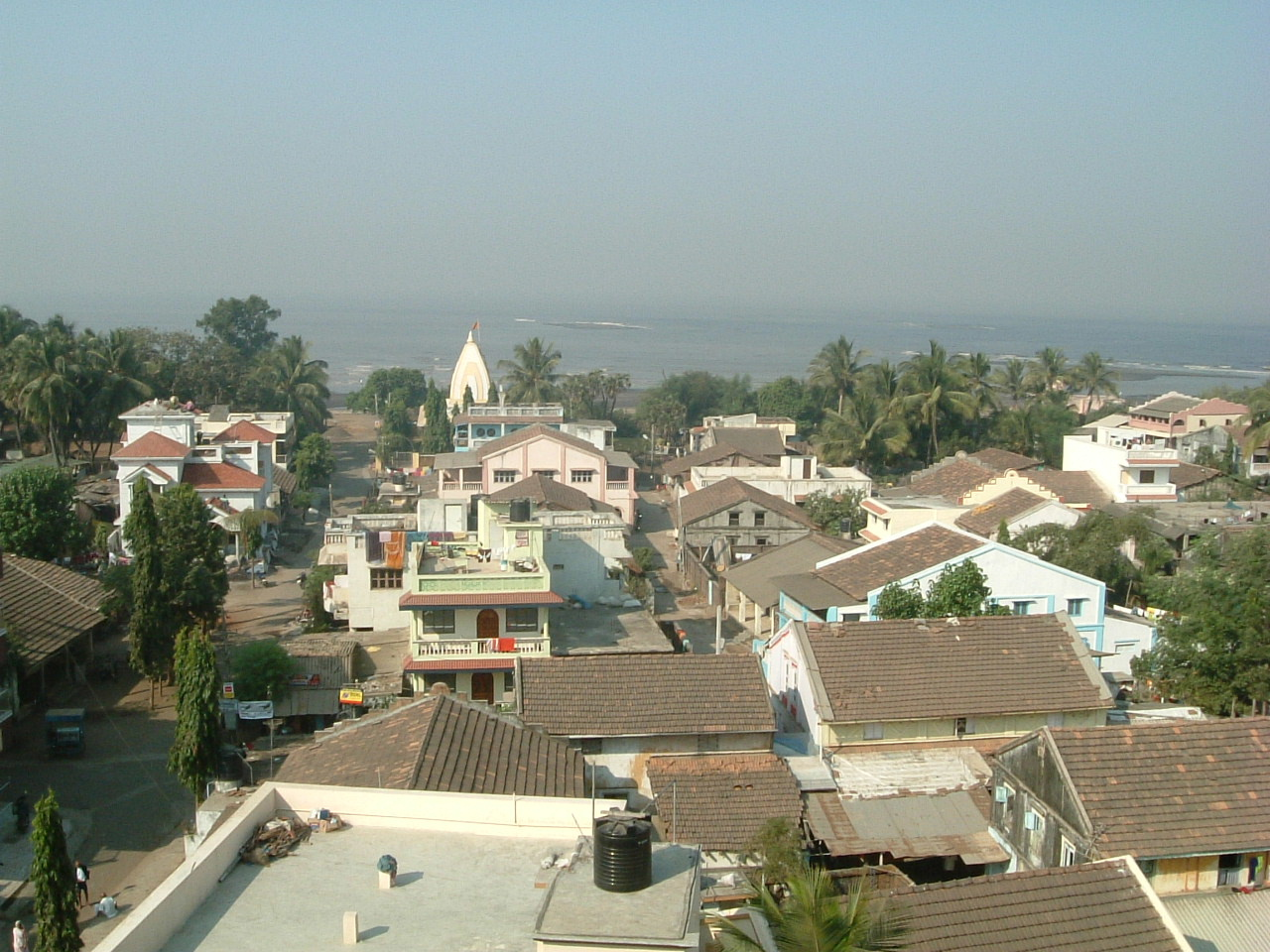

## جمعیت
این شهر برطبق سرشماری سال ۲۰۰۱ میلادی دارای ۳۵۷۰۰ نفر جمعیت می باشد.

## جغرافی
ارتفاع این شهر از سطح دریا ۵ متر است.